# کاوشگری
کاوش یا کاوشگری (انگلیسی: Exploration) فرایند کاوش است، فعالیتی که در آن انتظار کشف چیزی یا جایی وجود دارد. کاوشگری سازمان‌یافته عمدتاً یک فعالیت انسانی است، اما فعالیت کاوشگری برای اکثر ارگانیسم‌هایی که قادر به حرکت هدایت‌شده و توانایی یادگیری هستند، مشترک است. توانایی یادگیری به‌ویژه در رفتار جستجوی غذای حشرات اجتماعی توصیف شده‌است، که در آن بازخورد دریافتی از افراد بازگشته بر فعالیت سایر اعضای گروه تأثیر می‌گذارد.
کاوشگری به صورت زیر تعریف شده‌است:
- سفر به جایی در جستجوی اکتشاف
- ارزیابی یا بررسی سیستماتیک چیزی
- بررسی تشخیصی
- تجربه کردن (جستجوی) دست اول
- سرگردانی بدون هیچ منظور یا هدف خاصی

در همه این تعاریف نشانه و دلیلی از تازگی، یا ناآشنایی یا انتظار اکتشاف در کاوشگری وجود دارد، در حالی که پیمایش (survey) مستلزم بررسی مستقیم است، اما لزوماً کشف هرگونه اطلاعات ناشناخته یا غیرمنتظره قبلی نیست. فعالیت‌های کاوشگری متقابل منحصر به فرد نیستند و اغلب به‌طور همزمان و به میزان متغیر رخ می‌دهد. یک حوزه تحقیقاتی یا یک منطقه ممکن است در زمان‌های مختلف، توسط کاوشگران مختلف و با انگیزه‌های متفاوت که ممکن است اکتشافات مشابه یا متفاوتی داشته باشند، مورد کاوش قرار گیرد.

## انواع کاوش

### سفر در جستجوی اکتشاف

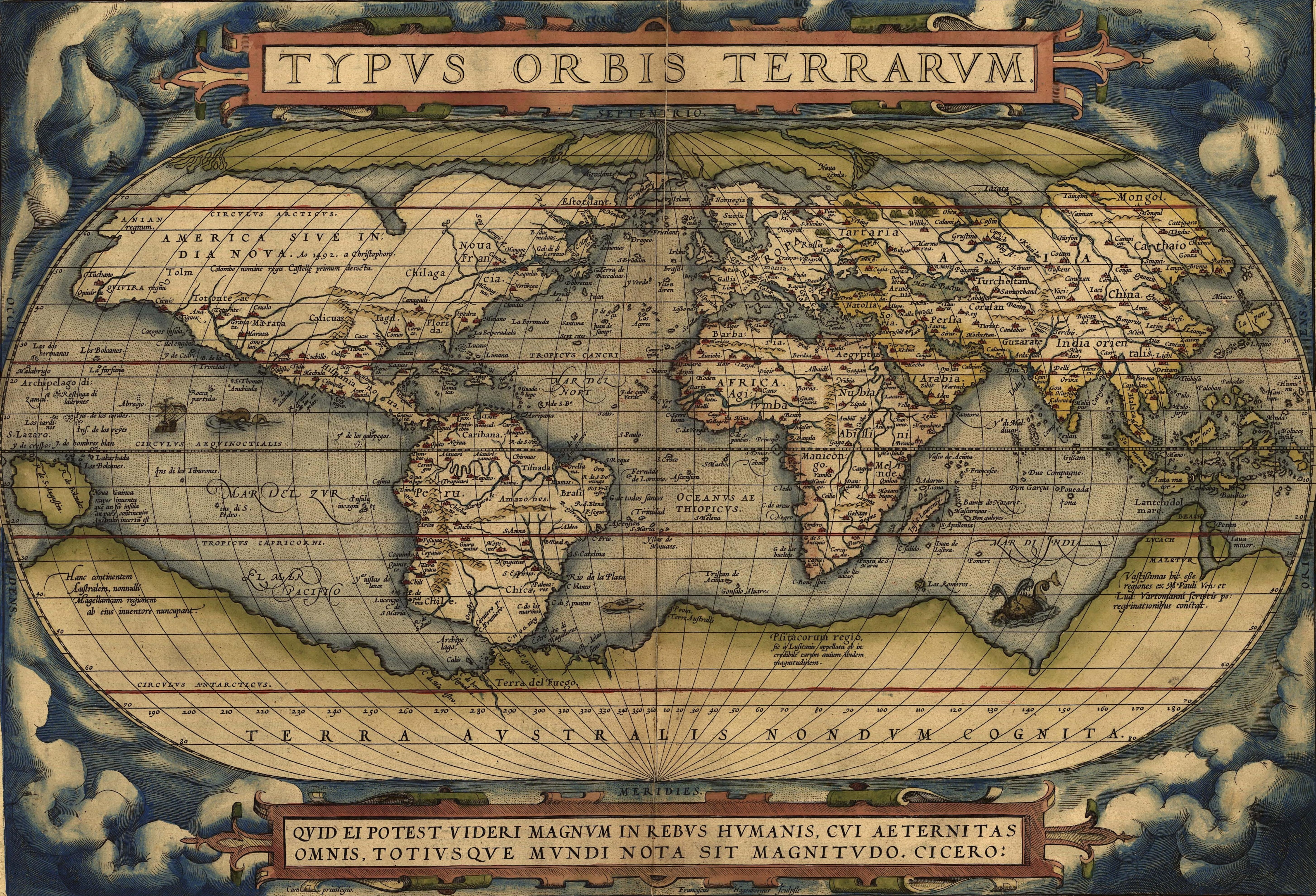
نقشه جهان در اطلس ۱۵۷۰ آبراهام اورتلیوس که نخستین اطلس مدرن دنیا به‌شمار می‌رود.

کاوش جغرافیایی که گاهی به معنای پیش فرض برای اصطلاح کلی‌تر کاوش در نظر گرفته می‌شود، عمل کشف زمین‌ها و مناطق دورافتاده سیاره زمین است و ترکیبی از انواع گوناگون کاوشگری را شامل می‌شود. از آنجایی که دسترسی به سطح زمین به‌طور کلی نسبتاً ساده است، سطح زمین به‌طور نسبتاً جامع کاوش شده‌است، اما مناطق زیر آب و زیرزمینی به مراتب کمتر شناخته شده‌است. حتی در سطح زمین هنوز چیزهای زیادی باید با جزئیات در مناطق دورافتاده و غیرقابل دسترس بیابانی کشف شود.
نوشته‌های اولیه در مورد کاوشگری به هزاره چهارم قبل از میلاد در مصر باستان برمی گردد. یکی از اولین و تأثیرگذارترین متفکران در زمینه کاوشگری، بطلمیوس در سده دوم پس از میلاد بود. بین سده‌های ۵ تا ۱۵ میلادی، بیشتر کاوش‌ها توسط کاوشگران چینی و عرب انجام شده‌است. به دنبال آن و پس از آنکه محققان اروپایی آثار جغرافیدانان اولیه لاتین و یونانی را دوباره کشف کردند، عصر اکتشاف آغاز شد. در حالی که آغاز عصر اکتشاف تا حدی به‌دلیل ناامن شدن مسیرهای زمینی خارج از اروپا و میل به تسخیر سرزمین‌های دیگر بود، سده هفدهم نیز شاهد کاوش‌هایی بود که با انگیزه‌های اصیل‌تر از جمله کشف علمی و گسترش دانش در مورد جهان انجام می‌شد. این دانش گسترده‌تر از جغرافیای جهان به این معنی بود که مردم قادر به ساختن نقشه‌هایی از جهان بودند که تمام سرزمین‌های شناخته شده را به تصویر می‌کشد. اولین اطلس دنیا Theatrum Orbis Terrarum نام داشت که توسط آبراهام اورتلیوس منتشر شد و شامل یک نقشه جهانی بود که تمام قاره‌های زمین را نشان می‌داد.

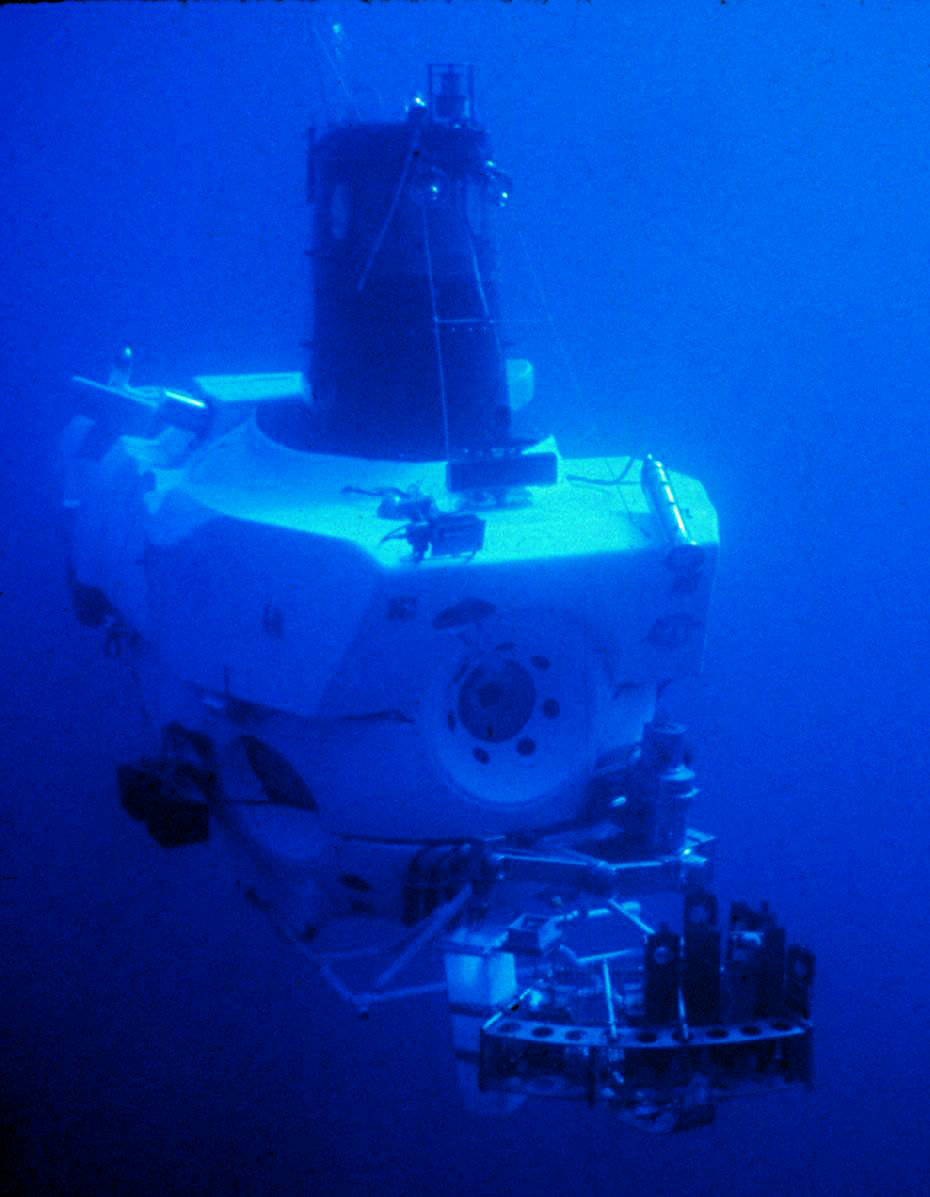
شناور سرنشین‌دار DSV Alvin، که برای کاوش زیر آب به‌کار می‌رود.

کاوش زیر آب شامل کاوشگری در هر محیط زیر آبی چه با مشاهده مستقیم توسط کاوشگر یا با مشاهده و اندازه‌گیری از راه دور تحت هدایت پژوهشگران است. کاوش سیستماتیک، هدفمند، با بررسی همزمان و ثبت داده‌ها، به دنبال آن پردازش، تفسیر و انتشار داده‌ها، موثرترین روش برای افزایش درک از اقیانوس و سایر مناطق زیر آب است؛ بنابراین می‌توان این کاوش‌ها را به‌طور مؤثر مدیریت، حفظ وتنظیم کرد و منابع آنها را کشف، قابل دسترسی و استفاده نمود. کمتر از ۱۰ درصد از اقیانوس همراه با جزئیات نقشه‌برداری شده و حتی کمتر از این مقدار به صورت بصری مشاهده شده‌است و تنوع کل زندگی و توزیع جمعیت‌های زیستی در محیط‌های زیر آب نیز به‌طور ناقص شناخته شده‌است.